# Christian Lanta
Christian Lanta (Tolosa, 20 giugno 1952) è un ex rugbista a 15 e allenatore di rugby a 15 francese, già terza linea, da allenatore ha vinto il titolo nazionale in Francia con il Racing Club e in Italia con il Benetton. Dal 2016 è allenatore del Perpignano.

## Biografia
Originario di Tolosa e alunno al Lycée Bellevue di Tolosa, Lanta iniziò la sua carriera con il TOEC per continuare con Beaumont, Agen e Mazamet. Dopo il ritiro nel 1983 divenne insegnante di educazione fisica, in particolare al Liceo Enrico IV di Parigi. Nel 1989 entrò nei ranghi tecnici del Racing Club che portò alla vittoria del campionato 1989-90 a tretun'anni dall'ultimo.
Nel 1993 lasciò la capitale per trasferirsi al Bègles e poi nel 1997 fu in Italia al Benetton e in una sola stagione conquistò uno scudetto e una Coppa Italia.
Tornò quindi in patria all'Agen a cui legò il suo nome per dodici stagioni fino al 2012, eccetto una parentesi al Lione. Nella Garonna raggiunse la finale Top 16 2001-02 e nel 2009-10 vinse il Pro D2 e ottenne la promozione.
Fino al 2014 sarà sulla panchina di Bayonne insieme all'inseparabile Christophe Deylaud. Nel 2016 firmò quindi con Perpignano a lui il difficile compito di riportare i catalani in Top 14: l'obiettivo è raggiunto nel 2017-18 con la vittoria nel Pro D2.

## Palmarès

### Allenatore
- Campionati francesi: 1
Racing Club: 1989-90
- Campionati italiani: 1
Treviso: 1997-98
- Coppe Italia: 1
Treviso: 1997-98